# 鳥取県道257号花口下石見線
鳥取県道257号花口下石見線（とっとりけんどう257ごう はなぐちしもいわみせん）は、鳥取県日野郡日南町を通る一般県道である。

## 概要
日野郡日南町花口から日野郡日南町下石見に至る。

### 路線データ
- 起点：日野郡日南町花口（鳥取県道210号上石見黒坂停車場線交点）
- 終点：日野郡日南町下石見（岡山県道・鳥取県道8号新見日南線交点）
- 総延長：4.7 km

## 歴史
- 1995年（平成7年）3月28日 - 鳥取県告示第275号により認定される[1]。

## 地理

### 通過する自治体
- 日野郡日南町

### 交差する道路
| 交差する道路                    | 交差する場所 | 交差する場所 |
| ------------------------------- | ------------ | ------------ |
| 鳥取県道210号上石見黒坂停車場線 | 花口         | 起点         |
| 岡山県道・鳥取県道8号新見日南線 | 下石見       | 終点         |

### 交差する鉄道
- 伯備線

### 沿線
- 石見川